# Maroldschneid
Die Maroldschneid ist ein 1688 m ü. NHN hoher langer Bergrücken in den Bayerischen Voralpen. Der Berg ist als Bergwanderung vom Spitzingsee über die Auerspitz zu erreichen. Der letzte Teil ab der Auerspitz ist unmarkiert. Es ist der Quellberg vom Leitzach als Sillbach bei der Wirthsalm am Osthang.
Seit Winter 2021/22 unterliegt die gesamte Maroldschneid einem strengen jahreszeitlichen Betretungsverbot als Wildschutzgebiet. Von 1. Dezember bis 14. Juli darf der Berg zum Schutz der Raufußhühner nicht betreten werden. Der Wanderweg auf der Südseite und der Aufstieg zur Auerspitz von Süden dürfen bereits ab 15. Juni begangen werden. In diesem Abschnitt herrscht dann Wegegebot.

## Galerie

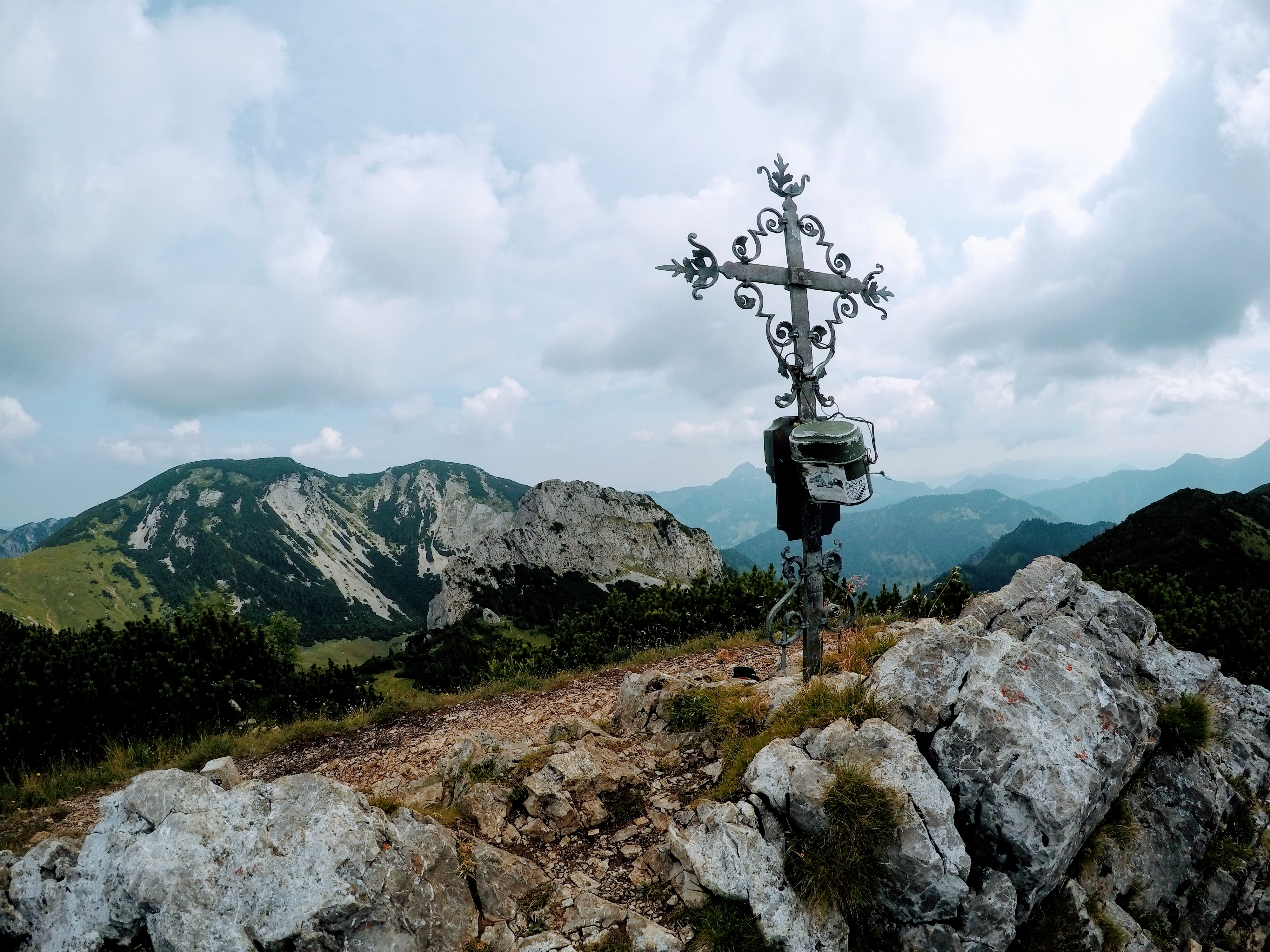
Gipfelkreuz